# Heliga Petrus och Paulus kapell, Šarašova
Heliga Petrus och Paulus kapell (belarusiska: Капліца Святых Пятра і Паўла; translitteration: Kaplitsa Svjatih Pjatra i Pawla) är ett belarusiskt-ortodoxt kapell beläget i den södra delen av staden Šarašova, i distriktet Pruzjanski Rajon i Brests voblast, i sydvästra Belarus.
Kapellet är helgat åt apostlarna Petrus och Paulus.

## Historik
Heliga Petrus och Paulus kapell i Šarašova började byggas 1820 och stod klar 1824.

## Bilder

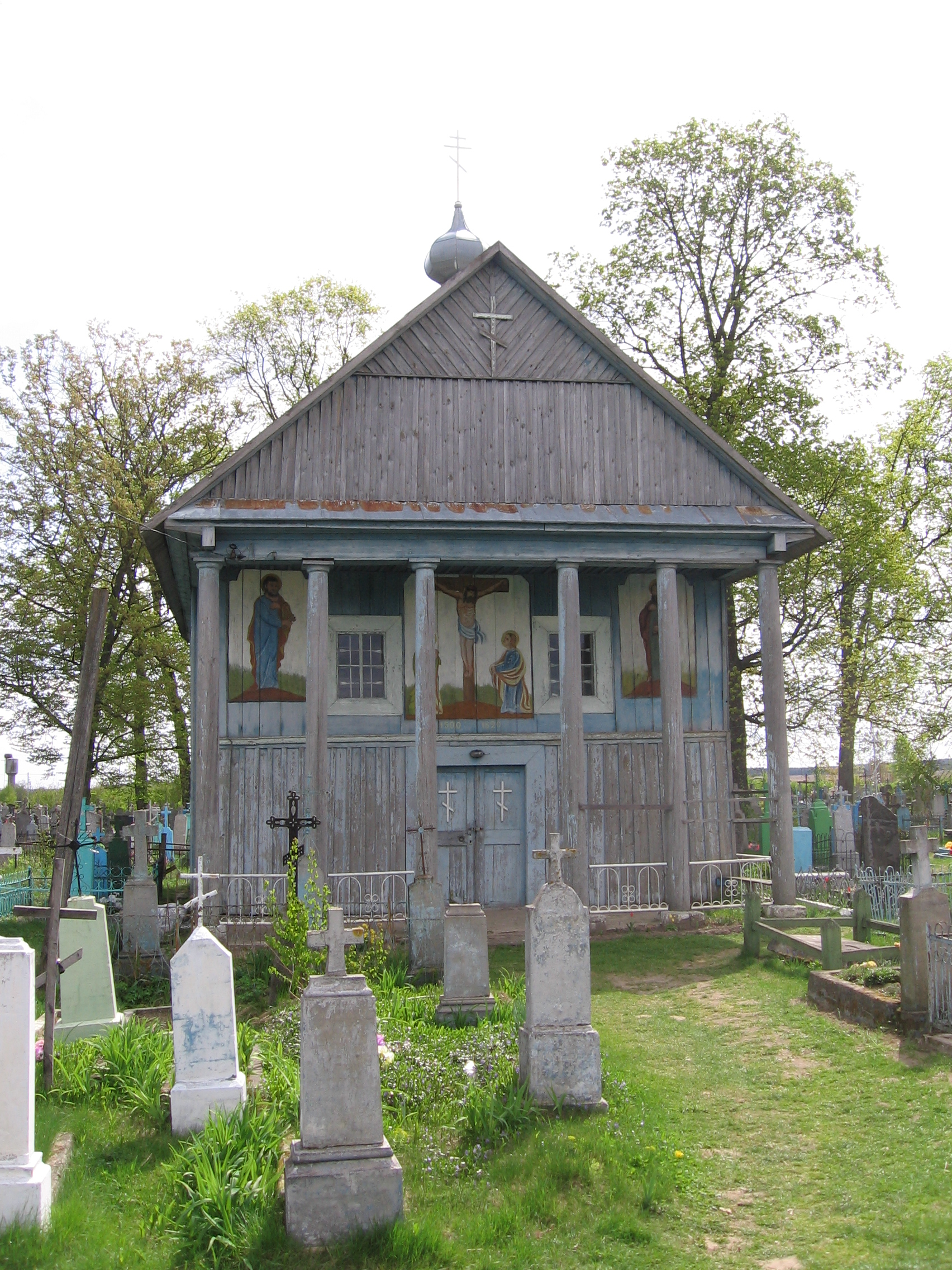
Kapellets framsida.
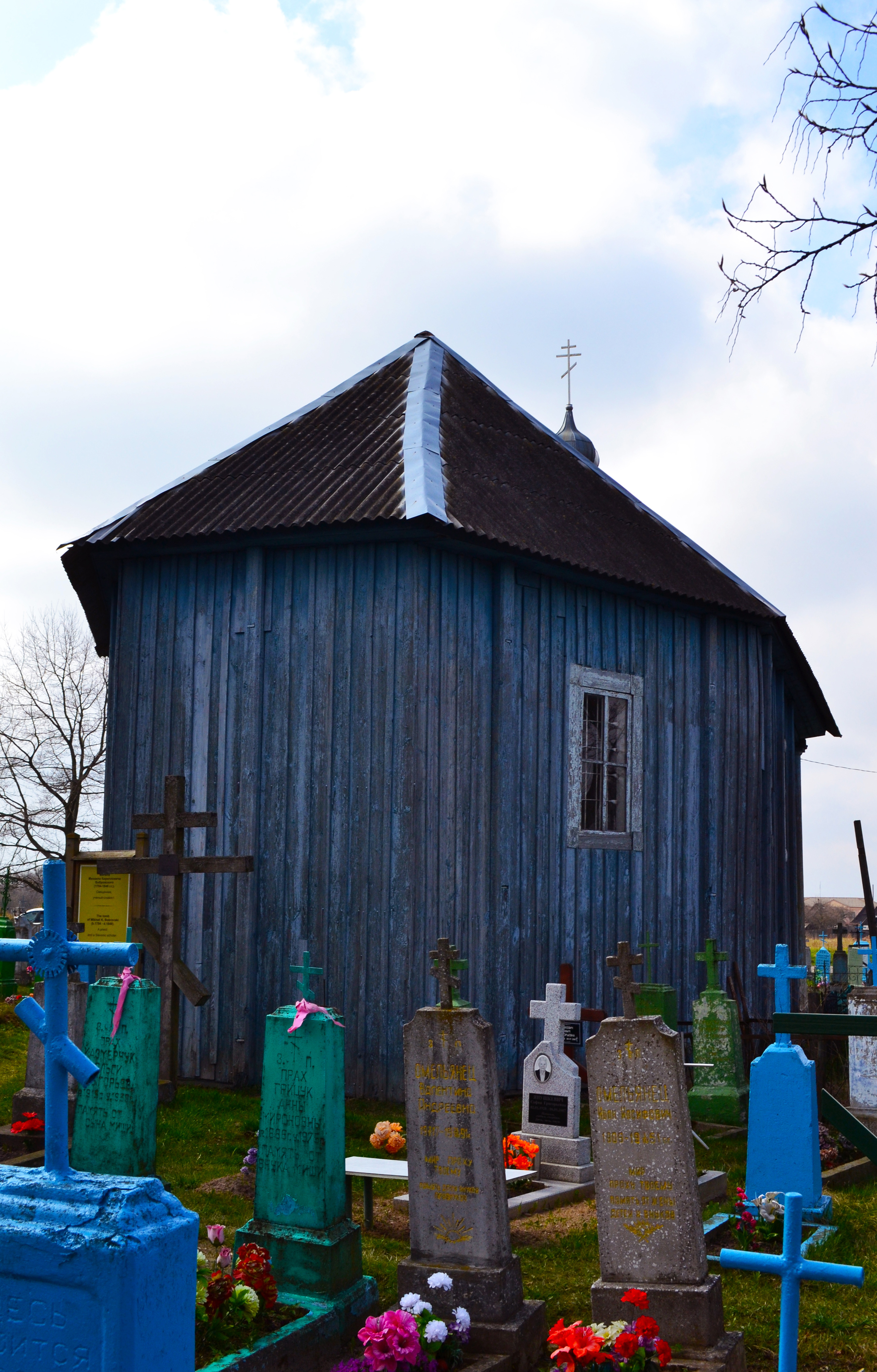
Baksidan.
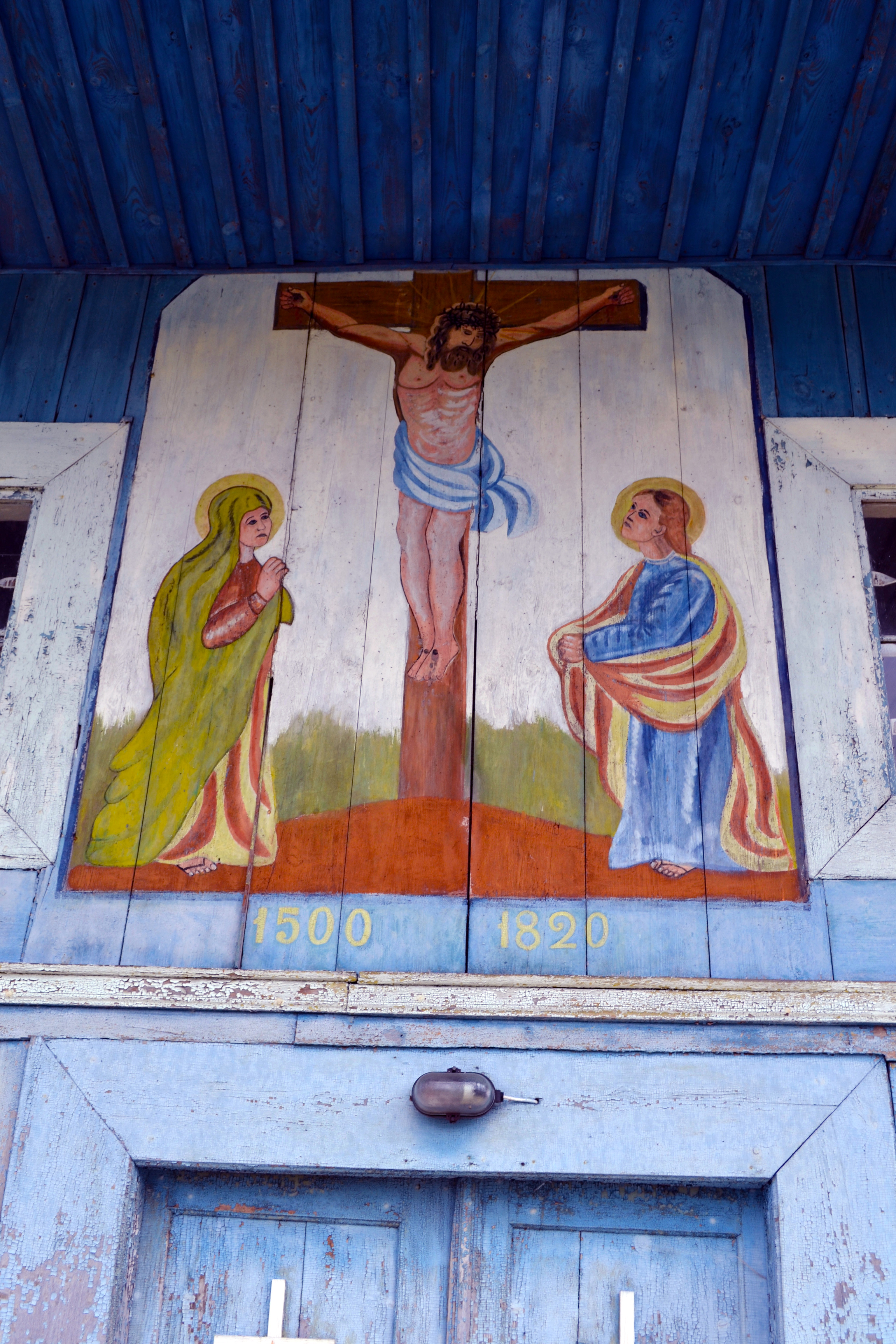
Målning ovanför entrén föreställande Jesu korsfästelse.
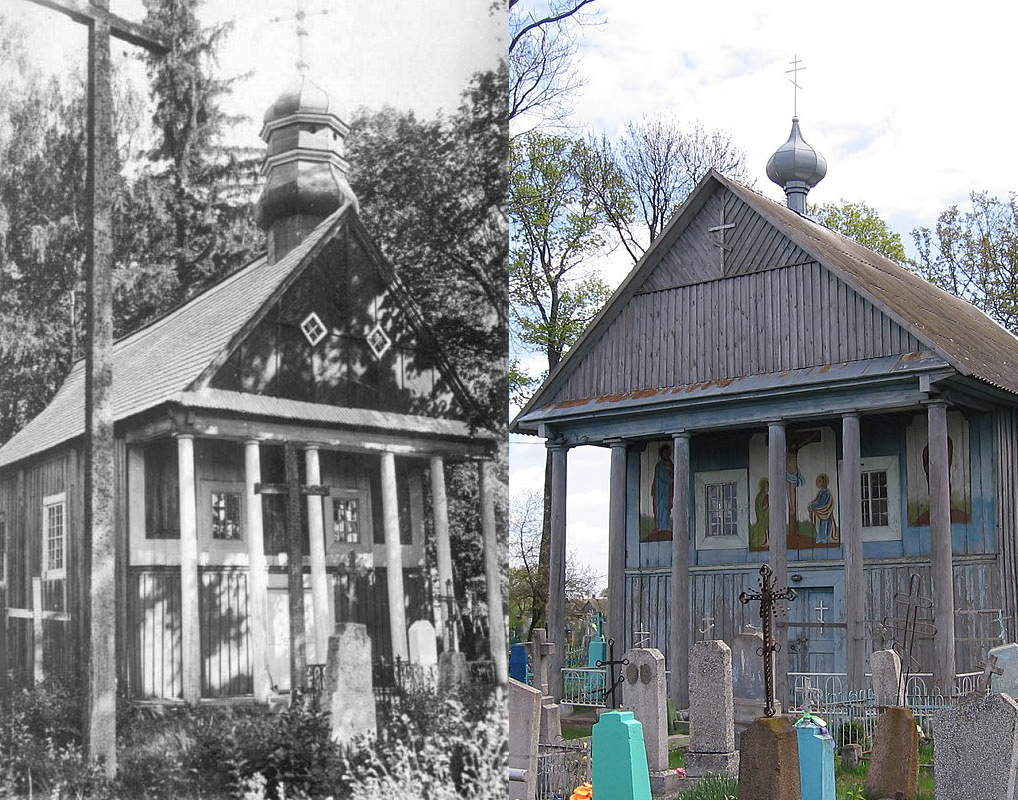
Kapellet någonstans före 1950 (vänster) och kapellet i december 2004 (höger).